# Вилхелм Пруски (1882 – 1951)
Фридрих Вилхелм Виктор Август Ернст, кронпринц на Германската империя и на Прусия, от 1919 г. Вилхелм принц Пруски (* 6 май 1882 г. в Потсдам; † 20 юли 1951 г. в Хехинген), е пруски и германски кронпринц (престолонаследник) през годините на управлението на баща му Вилхелм II от 1888 г. до премахването на монархията по време на Ноемврийската революция от 1918 г. След завръщането си в Германия през 1923 г. той се бори срещу Ваймарската република и води кампания за повторното въвеждане на монархията и в полза на националсоциалистическата диктатура в Германия. Със смъртта на Вилхелм II през 1941 г. става глава на династията Хоенцолерн.